# 27533 Johnbrucato
27533 Johnbrucato è un asteroide della fascia principale. Scoperto nel 2000, presenta un'orbita caratterizzata da un semiasse maggiore pari a 2,7296195 au e da un'eccentricità di 0,1111301, inclinata di 4,91946° rispetto all'eclittica.
L'asteroide è dedicato all'astrobiologo italiano John Robert Brucato.